# Copperhead (album)
(Copperhead ), sous-titré featuring John Cipollina, est le premier album éponyme du groupe de hard rock et Blues Rock américain CopperHead. Il est sorti le 3 mars 1973 sur le label Colombia. L'album fait partie de la sélection de Rock'n'Roll : la discothèque idéale : 101 disques qui ont changé le monde

## Histoire

### Contexte
John Cipollina quitte Quicksilver Messenger Service en 1970. Au début, Copperhead joue de façon occasionnelle, autour de Cipollina, mais sans musiciens définis. Par la suite, il se transforme en un quartet se composant de Cipollina à la guitare ; Gary Philippet au chant, à la guitare et à l'orgue ; Jim McPherson au chant, à la basse et au piano, David Weber à la batterie. Le groupe signe d'abord avec Sunshine label de Michael Lang, un des organisateurs de Woodstock.

### Enregistrement et parution
En 1972 le groupe signe chez Columbia de Clive Davis. Il enregistre son premier album Copperhead entre octobre 1972 et février 1973 dans les strudios Record Plant, à Los Angeles; Wally Heiders à San Francisco, The Records Plant, à Sausalito; Columbia Records, à San Francisco. L'album est ensuite masterisé à Columbia Records, San Francisco en mars 1973.
L'album sort en mars 1973,.

## Fiche technique

### Titres
Face 1
| No | Titre             | Auteur                                    | Durée |
| -- | ----------------- | ----------------------------------------- | ----- |
| 1. | Roller Derby Star | Gary Philippet, Kent Housman              | 4:16  |
| 2. | Kibitzer          | Jim McPherson                             | 3:40  |
| 3. | A Little Hand     | Jim McPherson                             | 4:59  |
| 4. | Kamikaze          | Jim Jensen, Jim McPherson, John Cipollina | 5:24  |

Face 2
| No | Titre                    | Auteur                                        | Durée |
| -- | ------------------------ | --------------------------------------------- | ----- |
| 5. | Spin-Spin                | Gary Philippet, John Cipollina, Mark Unobsky  | 5:28  |
| 6. | Pawnshop Man             | Jim McPherson                                 | 5:23  |
| 7. | Wing-Dang-Doo            | Jim McPherson                                 | 4:02  |
| 8. | They're Making A Monster | Gary Philippet, Jim McPherson, John Cipollina | 7:34  |

## Equipe

### Musiciens
- Lead Guitar, Steel Guitar [Hawaiian Steel] : John Cipollina
- Chant, Basse : Hutch Hutchinson
- Chant, guitare, orgue, guitare [Bottle Neck] : Gary Philippet
- Chant, piano, basse, percussions : Jim McPherson
- Batterie, percussions : David Weber

### Equipe technique

#### son
- Ingénieur - George Engfer, Glen Kolotkin, Jack Adams, Kurt Kinzel, Mike Fusaro, Pete Romano*, Phil Brown, Roy Segal
- Masterisé par - George Horn
- Producteur - Copperhead
- Producteur, Ingénieur [Chef] - David Brown

#### artwork
- Maquette [Concept de couverture] - Jason Minkler
- Conception - Anne Garner
- Design Concept [Cover Concept], Design - John Cipollina
- Photographie [Dos] - Jim Marshall
- Photographie [Couverture] - Art Kane